# Balkissa Ouhoumoudou
Balkissa Ouhoumoudou (sinh ngày 8 tháng 7 năm 1983) là một cựu vận động viên bơi lội người Niger, chuyên về các sự kiện bơi ếch. Ouhoumoudou chỉ thi đấu ở nội dung bơi ếch 100 m nữ tại Thế vận hội Mùa hè 2000 ở Sydney. Cô đã nhận được một vé từ FINA, theo chương trình Đại học, mà không gặp thời gian nhập cảnh. Cô đã tham gia một trận đấu nóng bỏng với ba vận động viên bơi lội khác Mariam Pauline Keita ở Mali, Doli Akhter, Bangladesh, 14 tuổi và Pamela Girimbabazi ở Rwanda. Với một vận động viên bơi ra khỏi cuộc đua vì không có quy tắc bắt đầu sai (Akhter), và người còn lại cho một lượt bất hợp pháp (Girimbabazi), Ouhoumoudou đua đến hạt giống thứ hai trong thời gian 1: 42,39, chậm nhất trong lượt bơi. Ouhoumoudou thất bại trong việc vào bán kết, khi cô xếp thứ 41 chung cuộc trong vòng loại.